# Ta (kana)
た in hiragana o タ in katakana è un kana giapponese e rappresenta una mora. La sua pronuncia è [ta].
| Forme                    | Rōmaji      | Hiragana        | Katakana        |
| ------------------------ | ----------- | --------------- | --------------- |
| Normale t- (た行 ta-gyō) | ta          | た              | タ              |
| Normale t- (た行 ta-gyō) | taa tā, tah | たあ, たぁ たー | タア, タァ ター |
| dakuten d- (だ行 da-gyō) | da          | だ              | ダ              |
| dakuten d- (だ行 da-gyō) | daa dā, dah | だあ, だぁ だー | ダア, ダァ ダー |

## Scrittura

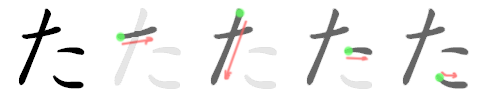
Stile di scrittura di た

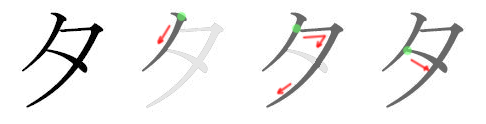
Stile di scrittura di タ